# باول ستيوارت (سياسي)
باول ستيوارت (بالإنجليزية: Paul Stewart)‏ هو محامي وسياسي أمريكي، ولد في 27 فبراير 1892 بكلاركسفيل في الولايات المتحدة، وتوفي في 13 نوفمبر 1950 في نفس البلد. حزبياً، نشط في الحزب الديمقراطي. وقد انتخب عضو مجلس النواب الأمريكي.